# Шагрестани Ірану

Шагрестани Ірану

 Шагрестан (перс. شهرستان) — мала адміністративна одиниця Ірану (область), на які діляться остани (провінції). Кожний шагрестан у свою чергу ділиться на бахші (райони). Керівником адміністрації шагрестану є фармандар.
Загалом в Ірані, за даними на 2011 рік, було 399 шагрестанів.

## Тегеран
1. Демавенд
2. Есламшахр
3. Фірузкух
4. Кередж
5. Назарабад
6. Пакдешт
7. Рей
8. Робат-Карім[ru]
9. Саводжболаг
10. Шахріяр
11. Шеміранат
12. Тегеран
13. Варамін
14. Кодс

## Кум
1. Кум

## Центральний остан
1. Аштіан
2. Деліджан
3. Зарандіє
4. Коміджан
5. Магаллат
6. Саве
7. Тафреш
8. Хомейн
9. Шазанд
10. Ерак

## Казвін
1. Абієк
2. Буїнзахра
3. Казвін
4. Такестан
5. Ельборз

## Ґілян
1. Амлаш
2. Астані-є-Ашрафіє
3. Астара
4. Бендер-е-Ензелі
5. Лахіджан
6. Ленгеруд
7. Масаль
8. Резваншехр
9. Решт
10. Рудбер
11. Рудсер
12. Сіахкаль
13. Совме-е-Сара
14. Талеш
15. Фуман
16. Шафт

## Ардебіль
1. Ардебіль
2. Білесевар
3. Гермі
4. Коусар
5. Мешкіншехр
6. Намін
7. Нір
8. Парсабад
9. Хальхаль

## Зенджан
1. Абхар
2. Зенджан
3. Іджруд
4. Махнешан
5. Таром
6. Ходабенде
7. Хоррамдарре

## Східний Азербайджан
1. Аджабшир
2. Азершехр
3. Ахар
4. Бонаб
5. Бостанабад
6. Верзекан
7. Джульфа
8. Калейбар
9. Меренд
10. Мелекан
11. Мераге
12. Меяне
13. Оску
14. Сераб
15. Тебриз
16. Харіс
17. Хаштруд
18. Чароймак
19. Шабестар

## Західний Азербайджан
1. Букан
2. Мехабад
3. Маку
4. Міандоаб
5. Накаде
6. Ошнавіє
7. Піраншехр
8. Сельмас
9. Сердешт
10. Текаб
11. Урмія
12. Хой
13. Чалдоран
14. Шахіндеж

## Курдистан
1. Бане
2. Біджар
3. Дивандарре
4. Кам'яран
5. Корве
6. Меріван
7. Секкез
8. Сенендедж
9. Сервабад

## Хамадан
1. Асадабад
2. Бехар
3. Кабудараханг
4. Малаєр
5. Нехавенд
6. Разан
7. Туйсеркан
8. Хамадан

## Керманшах
1. Гілангерб
2. Далаху
3. Джаванруд
4. Ісламабад-е-Герб
5. Каср-е-Ширін
6. Кангавар
7. Керманшах
8. Паве
9. Равансар
10. Селас-е-Бабаджані
11. Сарполь-е-Захаб
12. Сахне
13. Сонкор
14. Харсін

## Ілам
1. Абданан
2. Даррешехр
3. Дехлоран
4. Ілам
5. Малекшахі
6. Мехран
7. Ширван и Чердавель
8. Ейван

## Лурестан
1. Алаштар
2. Алігударз
3. Боруджерд
4. Доруд
5. Доуре
6. Кухдешт
7. Нурабад
8. Поль-Дохтар
9. Хорремабад
10. Езна

## Хузестан
1. Абадан
2. Андіка
3. Ендімешк
4. Ахваз
5. Баві
6. Багмалек
7. Бехбехан
8. Гетвенд
9. Дешт-е-Азадеган
10. Дізфуль
11. Ізе
12. Лалі
13. Месджеде-Солейман
14. Махшехр
15. Омідіє
16. Рамхормоз
17. Рамшир
18. Хефтгель
19. Хендіджан
20. Ховейзе
21. Хорремшехр
22. Шадеган
23. Шуш
24. Шуштер

## Чахармахал і Бахтиарі
1. Ардаль
2. Боруджен
3. Кухранг
4. Лордеган
5. Фарсан
6. Шехре-Корд

## Кохґілує і Боєрахмед
1. Башт
2. Бехмеї
3. Боєрахмед
4. Гечсаран
5. Дена
6. Кохґілує
7. Черам

## Бушир
1. Асалує
2. Бушир
3. Генаве
4. Деєр
5. Дейлем
6. Дешті
7. Дештестан
8. Джем
9. Кенган
10. Тенгестан

## Фарс
1. Абаде
2. Баванат
3. Гераш
4. Дараб
5. Джехром
6. Зерріндешт
7. Кевар
8. Казерун
9. Кір і Карзін
10. Ламерд
11. Ларестан
12. Мамасані
13. Марвдешт
14. Мохр
15. Нейріз
16. Пасаргад
17. Ростам
18. Сервестан
19. Сепідан
20. Ферашбенд
21. Феса
22. Фірузабад
23. Гераме
24. Хондж
25. Хоррембід
26. Шираз
27. Еклід
28. Ерсенджан
29. Естехбан

## Хормозган
1. Абумуса
2. Бестек
3. Бендер-Аббас
4. Бендер-Ленге
5. Джаск
6. Кешм
7. Мінаб
8. Парсіан
9. Рудан
10. Хаджіабад
11. Хемір

## Систан і Белуджистан
1. Далган
2. Заболь
3. Захак
4. Захедан
5. Іраншехр
6. Конарек
7. Мехрестан
8. Нікшехр
9. Сераван
10. Сербаз
11. Сиб Соран
12. Хаш
13. Хірманд
14. Чахбехар

## Керман
1. Анар
2. Анбарабад
3. Бам
4. Бардсир
5. Бафт
6. Джирофт
7. Заранд
8. Кале-є-Ґандж
9. Кахнудж
10. Керман
11. Кухбонан
12. Менуджан
13. Рабер
14. Равер
15. Рафсанджан
16. Рейган
17. Рудбар Джануб
18. Сирджан
19. Фехредж
20. Шехр-е-Бабек

## Єзд
1. Абаркух
2. Ардакан
3. Бафк
4. Бахабад
5. Єзд
6. Мейбод
7. Мехріз
8. Садук
9. Тебес
10. Тафт
11. Хатем

## Ісфаган
1. Аран-і-Бідголь
2. Борхар-е-Мейме
3. Гольпаєган
4. Дехакан
5. Ісфаган
6. Кашан
7. Ленджан
8. Мобарек
9. Наїн
10. Нетензе
11. Неджефабад
12. Семіром
13. Тиран-і-Карван
14. Фарідан
15. Фелаверджан
16. Ферейдуншехр
17. Хвансар
18. Хомейнішехр
19. Хор-і-Біябанак
20. Чадеган
21. Шахіншехр-і-Мейме
22. Шехреза
23. Ердестан

## Семнан
1. Арадан
2. Гармсар
3. Дамхан
4. Меямі
5. Мехдішехр
6. Семнан
7. Шахруд

## Мазендеран
1. Аббас Абад
2. Амоль
3. Баболь
4. Баболсар
5. Бехшехр
6. Гелуге
7. Джуйбар
8. Ґаєм-Шахр
9. Махмудабад
10. Міяндоруд
11. Нека
12. Ноушехр
13. Нур
14. Рамсар
15. Сарі
16. Севадкух
17. Тонекабон
18. Ферейдункенар
19. Чалус

## Голестан
1. Азадшехр
2. Аккела
3. Аліябад
4. Бендер-е-Газ
5. Гомішан
6. Гонбад-е-Кавус
7. Горган
8. Келале
9. Кордкуй
10. Мераветепе
11. Мінудешт
12. Раміан
13. Торкаман

## Північний Хорасан
1. Боджнурд
2. Герме
3. Джаджром
4. Ісфараєн
5. Мане-о-Самалкан
6. Фарудж
7. Ширван

## Хорасан Резаві
1. Баджестан
2. Бардаскан
3. Бахарз
4. Гондабад
5. Даварзан
6. Даргаз
7. Джовін
8. Джогатай
9. Заве
10. Калат
11. Кашмер
12. Кучан
13. Мехвелат
14. Мешхед
15. Нішапур
16. Раштхвар
17. Себзевар
18. Серахс
19. Тайбад
20. Торбете Джам
21. Торбете Хейдер
22. Торкабе і Шандиз
23. Фаріман
24. Фірузе
25. Халілабад
26. Хваф
27. Хошаб
28. Ченаран

## Південний Хорасан
1. Бірдженд
2. Бошрує
3. Гаєн
4. Дарміан
5. Нехбандан
6. Сераян
7. Сербіше
8. Фердоус